# Balanophyllia europaea
Balanophyllia europaea, conosciuta comunemente come madrepora solitaria, è una madrepora della famiglia Dendrophylliidae.

## Habitat e distribuzione
Comune su fondali duri, fino a circa 40 metri di profondità. Endemica del Mar Mediterraneo.

## Descrizione
Specie non coloniale, si presenta con la tipica forma a cestello schiacciato nella parte centrale, di solito più largo che alto, di colore marrone chiaro, da cui si protendono 48 tentacoli. Vive in simbiosi con zooxantelle. Fino a 3 centimetri di diametro.